# Olympische Sommerspiele 2020/Teilnehmer (Vietnam)
| Gelbes Symbol für Goldmedaillen mit stilisierten Olympischen Ringen | Graues Symbol für Silbermedaillen mit stilisierten Olympischen Ringen | Braundes Symbol für Bronzemedaillen mit stilisierten Olympischen Ringen |
| ------------------------------------------------------------------- | --------------------------------------------------------------------- | ----------------------------------------------------------------------- |
| —                                                                   | —                                                                     | —                                                                       |

Vietnam nahm an den Olympischen Spielen 2020 in Tokio mit 18 Sportlern in elf Sportarten teil. Es war die insgesamt 16. Teilnahme an Olympischen Sommerspielen.

## Teilnehmer nach Sportarten

### Badminton
| Athleten         | Wettbewerb | Gruppenphase   | Gruppenphase       | Gruppenphase | Gruppenphase | Achtelfinale  | Achtelfinale  | Viertelfinale | Viertelfinale | Halbfinale    | Halbfinale    | Finale        | Finale        | Rang  |
| Athleten         | Wettbewerb | Gegner         | Ergebnis           | Punkte       | Rang         | Gegner        | Ergebnis      | Gegner        | Ergebnis      | Gegner        | Ergebnis      | Gegner        | Ergebnis      | Rang  |
| ---------------- | ---------- | -------------- | ------------------ | ------------ | ------------ | ------------- | ------------- | ------------- | ------------- | ------------- | ------------- | ------------- | ------------- | ----- |
| Frauen           |            |                |                    |              |              |               |               |               |               |               |               |               |               |       |
| Nguyễn Thùy Linh | Einzel     | Qi X.          | 2:0 (21:11, 21:11) | 111:89       | 2            | ausgeschieden | ausgeschieden | ausgeschieden | ausgeschieden | ausgeschieden | ausgeschieden | ausgeschieden | ausgeschieden | 15–28 |
| Nguyễn Thùy Linh | Einzel     | Tai T.-y.      | 0:2 (16:21, 11:21) | 111:89       | 2            | ausgeschieden | ausgeschieden | ausgeschieden | ausgeschieden | ausgeschieden | ausgeschieden | ausgeschieden | ausgeschieden | 15–28 |
| Nguyễn Thùy Linh | Einzel     | S. Jaquet      | 2:0 (21:8, 21:17)  | 111:89       | 2            | ausgeschieden | ausgeschieden | ausgeschieden | ausgeschieden | ausgeschieden | ausgeschieden | ausgeschieden | ausgeschieden | 15–28 |
| Männer           |            |                |                    |              |              |               |               |               |               |               |               |               |               |       |
| Nguyễn Tiến Minh | Einzel     | A. Antonsen    | 0:2 (13:21, 13:21) | 58:84        | 3            | ausgeschieden | ausgeschieden | ausgeschieden | ausgeschieden | ausgeschieden | ausgeschieden | ausgeschieden | ausgeschieden | 29–42 |
| Nguyễn Tiến Minh | Einzel     | A. R. Dwicahyo | 0:2 (14:21, 18:21) | 58:84        | 3            | ausgeschieden | ausgeschieden | ausgeschieden | ausgeschieden | ausgeschieden | ausgeschieden | ausgeschieden | ausgeschieden | 29–42 |

### Bogenschießen
| Athleten                              | Wettbewerb | Qualifikation | Qualifikation | 1. Runde    | 1. Runde | 2. Runde      | 2. Runde      | Achtelfinale  | Achtelfinale  | Viertelfinale | Viertelfinale | Halbfinale    | Halbfinale    | Finale        | Finale        | Rang  |
| Athleten                              | Wettbewerb | Ringe         | Rang          | Gegner      | Ergebnis | Gegner        | Ergebnis      | Gegner        | Ergebnis      | Gegner        | Ergebnis      | Gegner        | Ergebnis      | Gegner        | Ergebnis      | Rang  |
| ------------------------------------- | ---------- | ------------- | ------------- | ----------- | -------- | ------------- | ------------- | ------------- | ------------- | ------------- | ------------- | ------------- | ------------- | ------------- | ------------- | ----- |
| Frauen                                |            |               |               |             |          |               |               |               |               |               |               |               |               |               |               |       |
| Đỗ Thị Ánh Nguyệt                     | Einzel     | 628           | 49            | R. Hayakawa | 5:6      | ausgeschieden | ausgeschieden | ausgeschieden | ausgeschieden | ausgeschieden | ausgeschieden | ausgeschieden | ausgeschieden | ausgeschieden | ausgeschieden | 33–64 |
| Männer                                |            |               |               |             |          |               |               |               |               |               |               |               |               |               |               |       |
| Nguyễn Hoàng Phi Vũ                   | Einzel     | 647           | 53            | C.-c. Tang  | 1:7      | ausgeschieden | ausgeschieden | ausgeschieden | ausgeschieden | ausgeschieden | ausgeschieden | ausgeschieden | ausgeschieden | ausgeschieden | ausgeschieden | 33–64 |
| Mixed                                 |            |               |               |             |          |               |               |               |               |               |               |               |               |               |               |       |
| Đỗ Thị Ánh Nguyệt Nguyễn Hoàng Phi Vũ | Mannschaft | 1275          | 23            | —           | —        | —             | —             | ausgeschieden | ausgeschieden | ausgeschieden | ausgeschieden | ausgeschieden | ausgeschieden | ausgeschieden | ausgeschieden | 23    |

### Boxen
| Athleten         | Wettbewerb               | 1. Runde    | 1. Runde | Achtelfinale   | Achtelfinale  | Viertelfinale | Viertelfinale | Halbfinale    | Halbfinale    | Finale        | Finale        | Rang |
| Athleten         | Wettbewerb               | Gegner      | Ergebnis | Gegner         | Ergebnis      | Gegner        | Ergebnis      | Gegner        | Ergebnis      | Gegner        | Ergebnis      | Rang |
| ---------------- | ------------------------ | ----------- | -------- | -------------- | ------------- | ------------- | ------------- | ------------- | ------------- | ------------- | ------------- | ---- |
| Frauen           |                          |             |          |                |               |               |               |               |               |               |               |      |
| Nguyễn Thị Tâm   | Fliegengewicht bis 51 kg | S. Krastewa | 2:3      | ausgeschieden  | ausgeschieden | ausgeschieden | ausgeschieden | ausgeschieden | ausgeschieden | ausgeschieden | ausgeschieden | 17   |
| Männer           |                          |             |          |                |               |               |               |               |               |               |               |      |
| Nguyễn Văn Đương | Federgewicht bis 57 kg   | T. Əliyev   | 3:2      | E. Tsendbaatar | 0:5           | ausgeschieden | ausgeschieden | ausgeschieden | ausgeschieden | ausgeschieden | ausgeschieden | 9    |

### Gewichtheben
| Athleten        | Wettbewerb              | Reißen  | Reißen | Stoßen                | Stoßen                | Zweikampf | Zweikampf | Rang |
| Athleten        | Wettbewerb              | Gewicht | Rang   | Gewicht               | Rang                  | Gewicht   | Rang      | Rang |
| --------------- | ----------------------- | ------- | ------ | --------------------- | --------------------- | --------- | --------- | ---- |
| Frauen          |                         |         |        |                       |                       |           |           |      |
| Hoàng Thị Duyên | Leichtgewicht bis 59 kg | 95 kg   | 5      | 113 kg                | 6                     | 208 kg    | 5         | 5    |
| Männer          |                         |         |        |                       |                       |           |           |      |
| Thạch Kim Tuấn  | Bantamgewicht bis 61 kg | 126 kg  | 8      | ohne gültigen Versuch | ohne gültigen Versuch | —         | —         | —    |

### Judo
| Athleten    | Wettbewerb | 1. Runde | 1. Runde | 2. Runde      | 2. Runde      | Viertelfinale | Viertelfinale | Halbfinale / Trostrunde | Halbfinale / Trostrunde | Finale / Platz 3 | Finale / Platz 3 | Rang |
| Athleten    | Wettbewerb | Gegner   | Ergebnis | Gegner        | Ergebnis      | Gegner        | Ergebnis      | Gegner                  | Ergebnis                | Gegner           | Ergebnis         | Rang |
| ----------- | ---------- | -------- | -------- | ------------- | ------------- | ------------- | ------------- | ----------------------- | ----------------------- | ---------------- | ---------------- | ---- |
| Frauen      |            |          |          |               |               |               |               |                         |                         |                  |                  |      |
| Nguyễn Thủy | bis 52 kg  | A. Chițu | 0:10     | ausgeschieden | ausgeschieden | ausgeschieden | ausgeschieden | ausgeschieden           | ausgeschieden           | ausgeschieden    | ausgeschieden    | 17   |

### Leichtathletik
Laufen und Gehen 
| Athleten      | Wettbewerb   | Runde 1 | Runde 1 | Halbfinale | Halbfinale | Finale        | Finale        | Rang          |
| Athleten      | Wettbewerb   | Zeit    | Rang    | Zeit       | Rang       | Zeit          | Rang          | Rang          |
| ------------- | ------------ | ------- | ------- | ---------- | ---------- | ------------- | ------------- | ------------- |
| Frauen        |              |         |         |            |            |               |               |               |
| Quách Thị Lan | 400 m Hürden | 55,71 s | 4       | 56,78 s    | 6          | ausgeschieden | ausgeschieden | ausgeschieden |

### Rudern
| Athleten                    | Wettbewerb                  | Vorlauf     | Vorlauf | Vorlauf       | Hoffnungslauf | Hoffnungslauf | Hoffnungslauf | Halbfinale | Halbfinale | Halbfinale    | Finale      | Finale | Rang |
| Athleten                    | Wettbewerb                  | Zeit        | Platz   | Qualifikation | Zeit          | Platz         | Qualifikation | Zeit       | Platz      | Qualifikation | Zeit        | Platz  | Rang |
| --------------------------- | --------------------------- | ----------- | ------- | ------------- | ------------- | ------------- | ------------- | ---------- | ---------- | ------------- | ----------- | ------ | ---- |
| Frauen                      |                             |             |         |               |               |               |               |            |            |               |             |        |      |
| Đinh Thị Hảo Lường Thị Thảo | Leichtgewichts-Doppelzweier | 7:36,21 min | 4       | Hoffnungslauf | 7:53,69 min   | 5             | Finale C      | –          | –          | –             | 7:19,05 min | 3      | 15   |

### Schießen
| Athleten        | Wettbewerb           | Qualifikation   | Qualifikation | Finale          | Finale | Ringe/ Scheiben | Rang |
| Athleten        | Wettbewerb           | Ringe/ Scheiben | Rang          | Ringe/ Scheiben | Rang   | Ringe/ Scheiben | Rang |
| --------------- | -------------------- | --------------- | ------------- | --------------- | ------ | --------------- | ---- |
| Männer          |                      |                 |               |                 |        |                 |      |
| Hoàng Xuân Vinh | Luftpistole 10 Meter | 573             | 22            | —               | —      | 573             | 22   |

### Schwimmen
| Athleten            | Wettbewerb      | Vorlauf      | Vorlauf | Halbfinale    | Halbfinale | Finale        | Finale        | Rang |
| Athleten            | Wettbewerb      | Zeit         | Rang    | Zeit          | Rang       | Zeit          | Rang          | Rang |
| ------------------- | --------------- | ------------ | ------- | ------------- | ---------- | ------------- | ------------- | ---- |
| Frauen              |                 |              |         |               |            |               |               |      |
| Nguyễn Thị Ánh Viên | 200 m Freistil  | 2:05,30 min  | 26      | ausgeschieden | 26         |               |               |      |
| Nguyễn Thị Ánh Viên | 800 m Freistil  | 9:03,56 min  | 30      | —             | —          | ausgeschieden | ausgeschieden | 30   |
| Männer              |                 |              |         |               |            |               |               |      |
| Nguyễn Huy Hoàng    | 800 m Freistil  | 7:54,16 min  | 20      | —             | —          | ausgeschieden | ausgeschieden | 20   |
| Nguyễn Huy Hoàng    | 1500 m Freistil | 15:00,24 min | 12      | —             | —          | ausgeschieden | ausgeschieden | 12   |

### Taekwondo
| Athleten             | Wettbewerb       | Achtelfinale | Achtelfinale | Viertelfinale     | Viertelfinale | Hoffnungsrunde Halbfinale | Hoffnungsrunde Halbfinale | Halbfinale    | Halbfinale    | Hoffnungsrunde Finale | Hoffnungsrunde Finale | Finale        | Finale        | Rang |
| Athleten             | Wettbewerb       | Gegner       | Ergebnis     | Gegner            | Ergebnis      | Gegner                    | Ergebnis                  | Gegner        | Ergebnis      | Gegner                | Ergebnis              | Gegner        | Ergebnis      | Rang |
| -------------------- | ---------------- | ------------ | ------------ | ----------------- | ------------- | ------------------------- | ------------------------- | ------------- | ------------- | --------------------- | --------------------- | ------------- | ------------- | ---- |
| Frauen               |                  |              |              |                   |               |                           |                           |               |               |                       |                       |               |               |      |
| Trương Thị Kim Tuyến | Klasse bis 49 kg | Y. Yong      | 19:5         | P. Wongpattanakit | 11:20         | A. Semberg                | 1:22                      | ausgeschieden | ausgeschieden | ausgeschieden         | ausgeschieden         | ausgeschieden | ausgeschieden | 7    |

### Turnen

#### Gerätturnen
| Athleten          | Wettbewerb | Qualifikation | Qualifikation | Finale        | Finale        | Rang |
| Athleten          | Wettbewerb | Punkte        | Rang          | Punkte        | Rang          | Rang |
| ----------------- | ---------- | ------------- | ------------- | ------------- | ------------- | ---- |
| Männer            |            |               |               |               |               |      |
| Đinh Phương Thành | Barren     | 11,833        | 43            | ausgeschieden | ausgeschieden | 43   |
| Lê Thanh Tùng     | Reck       | 13,166        | 39            | ausgeschieden | ausgeschieden | 39   |
| Lê Thanh Tùng     | Sprung     | 13,483        | 19            | ausgeschieden | ausgeschieden | 19   |